# Corgémont
Corgémont är en ort och kommun i distriktet Jura bernois i kantonen Bern, Schweiz. Kommunen har 1 842 invånare (2023).